# Tre uomini e una pecora
Tre uomini e una pecora (A Few Best Men) è un film del 2011 diretto da Stephan Elliott.
È stato proiettato durante il Mill Valley Film Festival il 14 ottobre 2011 ed è uscito nelle sale australiane il 26 gennaio 2012. In Italia è distribuito da Lucky Red ed è uscito nelle sale il 10 febbraio 2012.
Le riprese sono state effettuate in diverse zone nel Nuovo Galles del Sud (Australia) e a Londra.
Il titolo originale, A Few Best Men, è un chiaro richiamo parodico al film A Few Good Men del 1992, uscito in Italia con il titolo di Codice d'onore, con Jack Nicholson. Il titolo italiano è un riferimento al primo film del trio comico italiano Aldo, Giovanni e Giacomo Tre uomini e una gamba.

## Trama
Mentre si trovano in vacanza sull'isola di Tuvalu, David Locking e Mia Ramme si innamorano a prima vista. Prima della fine delle vacanze, David chiede a Mia di sposarlo e il matrimonio verrà celebrato in pochi giorni. David torna a casa a Londra, dove lo aspettano i suoi tre migliori amici, il sensibile Tom, l'ingenuo Graham e Luke, recentemente caduto in depressione perché lasciato dalla sua fidanzata. David li invita al suo matrimonio che si terrà nella lussuosa villa del senatore Jim Ramme, padre di Mia, in Australia e chiede loro di comportarsi da persone mature e di non creare problemi. Per creare un fantastico addio al celibato per David, i suoi tre amici recupereranno della droga da uno spacciatore della zona, Ray, e renderanno il matrimonio di David e Mia assolutamente indimenticabile. La mattina seguente che è il giorno del matrimonio tra David e Mia, i quattro amici si ritrovano in camera la pecora Ramsay, animale domestico della famiglia di mia e della quale Jim è profondamente geloso Graham scopre che il giorno precedente aveva dimenticato la borsa con dentro i suoi vestiti a casa di Ray prendendo la droga dello spacciatore, la sera prima inoltre essa era stata assunta da Ramsay che aveva mangiato infine le pillole rimanenti. David è nel panico più totale per la riuscita del matrimonio e nervoso va alla cerimonia lasciando Tom e Graham a occuparsi della pecora e di Luke, in preda alla depressione, quest'ultimo inoltre si rifugerà in un esagerato consumo di alcool che lo porterà in uno stato di totale pazzia.
Nel frattempo Ray si accorge dello scambio di borse e arrabbiato si reca a casa dei Ramme con l'obbiettivo di farla pagare a Graham, il quale insieme a Tom è riuscito a estrarre la droga all'interno delle feci di Ramsay, la pecora doveva essere pronta per la sua sfilata all'interno della cerimonia e Tom e Graham avevano quindi il compito di riportarla nel fienile, ma la cosa si rivelerà più difficile del previsto.
Graham nel frattempo si invaghisce di Daphne, la sorella di Mia che per tutta la vita fa credere alla famiglia di essere lesbica, ma viene colto di sorpresa da Ray che irrompe al matrimonio e minaccia di uccidere l'amico di David che per scampare il pericolo li riconsegna la droga seppur non in condizioni ottimali, David e Tom invece nel frattempo riescono a riportare Ramsay al fienile pronta per l'esibizione ma prima deve essere mostrato il video dello sposo che si è dimenticato di inserire la chiavetta giusta mostrando a tutti gli invitati la folle notte dell'addio al celibato facendo vedere Ramsay intenta nell'assumere la cocaina di Ray che nel frattempo irrompe con ancora l'intenzione di uccidere Graham, reo insieme a Tom di aver chiuso lo spacciatore all'interno della sauna della villa fortunatamente l'uccisione non avverrà perché Ray riconosce suo padre e si intenerisce. Jim, su tutte le furie, riunisce i 4 amici compreso Luke che nel frattempo aveva tentato il suicidio manifestando la sua profonda delusione soprattutto nei confronti di David minacciando la fine del matrimonio tra lui e Mia fortunatamente lo sposo riesce, sfondando la finestra della casa, a dare la chiavetta giusta alla moglie che nel vedere la sorpresa si ricongiunge con David, salvando il matrimonio.
Nel finale si vede David che riesce a ricongiungersi con Mia, Jim e Tom con il quale aveva avuto una brutta litigata, Luke guarito dalla depressione poiché tornato insieme alla sua fidanzata, Ray felice di aver rivisto suo padre e Graham ricambiato da Daphne.

## Colonna sonora
Universal Music Australia ha pubblicato un album, contenente la colonna sonora del film intitolato A Few Best Man: Original Motion Picture Soundtrack and Remixes il 20 gennaio 2012. La colonna sonora del film è eseguita principalmente da Olivia Newton-John.

### Tracce
1. Weightless – Olivia Newton-John (Punk Ninja Remix)

1. Olivia Newton-John – Weightless – 3:28
2. Olivia Newton-John – The Rain, The Park and Other Things (Lo Five Remix) – 2:27
3. The Wedding Band – The Nips Are Getting Bigger – 2:30
4. Olivia Newton-John – Daydream Believer (Chew Fu Fix) – 3:16
5. Olivia Newton John – The Pushbike Song (Pablo Calamari Remix) – 4:57
6. The Wedding Band – Wankered – 1:57
7. The Wedding Band – Afternoon Delight – 2:21
8. The Wedding Band – A Beautiful Morning – 2:54
9. Olivia Newtown-John – Brand New Key (Archie Remix) – 3:35
10. Olivia Newton-John – The Love Boat (Roulette Remix) – 3:36
11. The Wedding Band – Live It Up – 2:23
12. Olivia Newton-John – Sugar. Sugar (Chew Fu Fix) – 3:25
13. The Wedding Band – Living in the 70's – 2:26
14. Olivia Newton-John – Devil Gate Drive (Chew Fu & PVH Night Fever Remix) – 2:57
15. Olivia Newton-John – Georgy Girl (Roulette Remix) – 4:20
16. Olivia Newton-John – 'I Think I Love You (Chew Fu & PVH Love Hurts Remix) – 3:12
17. Olivia Newton-John – Two Out Of Three Ain't Bad (Lo Five remix) – 5:17
18. Olivia Newton-John – Mickey (Chew FU Fix) – 3:25
19. Olivia Newton-John – Weightless (Punk Ninja Remix) – 3:27

## Sequel
Viene fatto il sequel del 2017, Tre uomini e una bara (A few less men).